# Auguste Böhm
Pour les articles homonymes, voir Böhm.
François Ignace Augustin dit Auguste Böhm, né le 11 octobre 1819 à Ypres et mort dans la même ville le 26 août 1891, est un dessinateur et artiste peintre paysagiste belge.

## Biographie

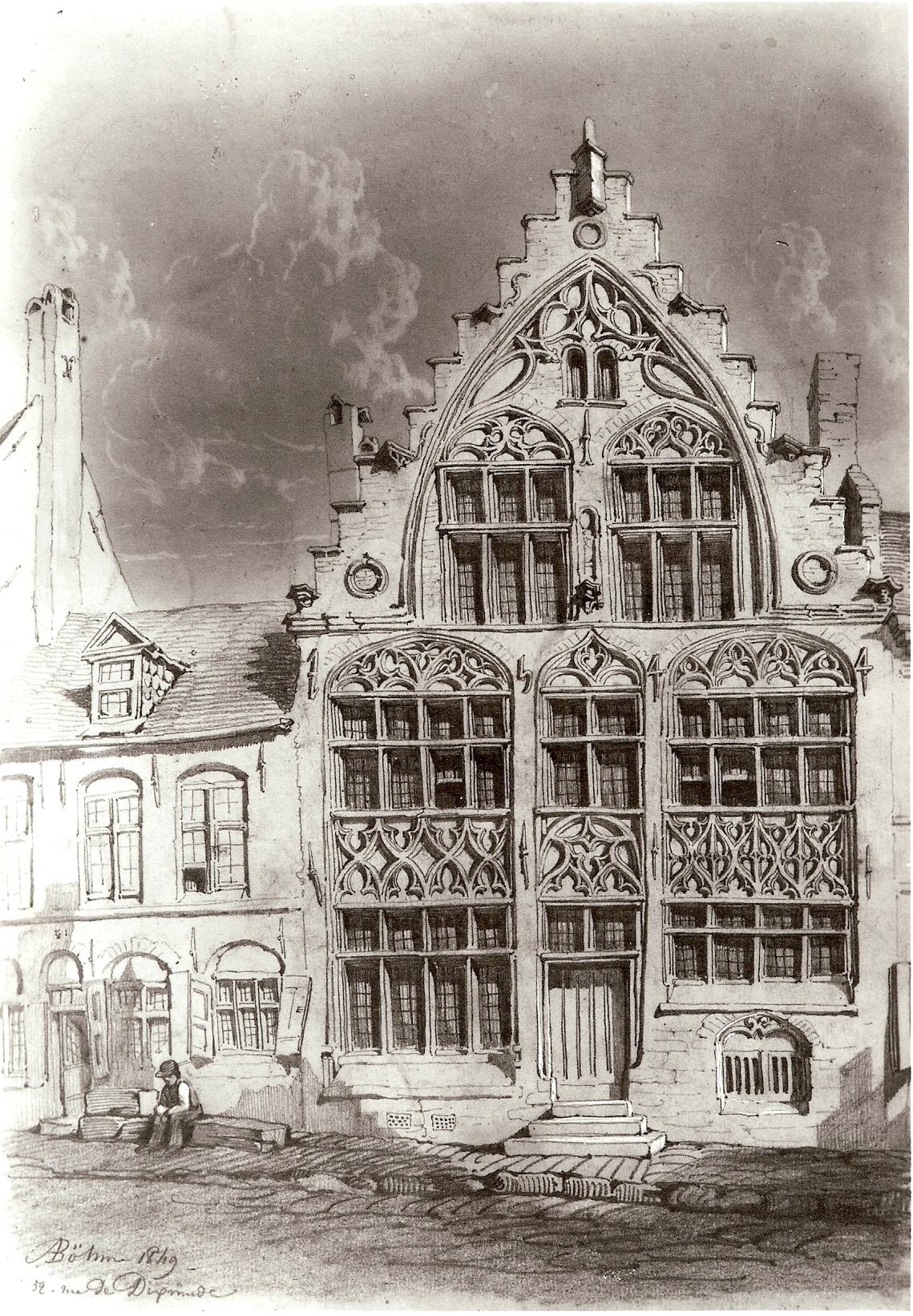
Auguste Böhm, Maison Biebuyck à Ypres, gravure, 1849

Après être venu étudier la peinture à Paris dans l'atelier de Jules Coignet, Auguste Böhm devient directeur de l'Académie de dessin d'Ypres, sa cité natale qui fut aussi la principale source d'inspiration de son œuvre. 
Spécialisé dans les scènes paysagistes et architecturales, cet artiste dont le style se rattache à l'école romantique expose notamment au Salon de Bruxelles de 1848, où il reçoit une médaille de vermeil pour sa Vue prise aux environs de Chevreuse.

## Distinction
- Chevalier de l'ordre de Léopold (Belgique, 19 décembre 1864), en reconnaissance des services rendus aux beaux-arts, en sa qualité de vice-président de la société des artistes peintres de Paris[1].

## Sources
- Jan Dewilde, Auguste Böhm, 1819-1891, Stad Ieper, 2002, 175 p.